# Fortificações de Paraty
As Fortificações de Paraty localizavam-se na enseada da atual cidade de Paraty, no litoral sul do estado brasileiro do Rio de Janeiro.

## História

### Antecedentes
Uma povoação junto à praia do Pontal em Paraty (Vila Velha, atual morro do Forte), remonta ao final do século XVI, estabelecida por paulistas oriundos da capitania de São Vicente. Ao longo do século seguinte, essa povoação transferiu-se para o seu atual atual (c. 1640 ou 1646). Graças ao seu excelente ancoradouro e à proximidade com o Caminho dos Guaianás (nativos da região), que, subindo a serra do Mar, dava acesso ao planalto paulista, a economia da região cresceu, concentrando grande número de engenhos de açúcar. Desse modo, a povoação logo se separou da de Angra dos Reis (1660), elevada a vila com o nome de Nossa Senhora dos Remédios de Paraty (1667).
Com o descobrimento de ouro nos sertões das Minas Gerais (1698), a partir de 1703 foram erguidas diversas fortificações para a proteção do porto e da Vila de Paraty, início do caminho antigo das Minas (ver Estrada Real, contra os ataques de corsários e de piratas.

### Os antigos fortes
No século XIX, de acordo com SOUZA (1885), tanto desta Vila como da de Angra dos Reis, se acessava o interior da Província do Rio de Janeiro (pela Estrada de São João do Príncipe), e o interior da Província de São Paulo (pela Estrada do Cunha). Este autor relaciona as seguintes estruturas:
- Forte da Ilha da Bexiga - erguido a partir de 1818 na ilha desse nome, fronteira a Paraty no interior da enseada, foi melhorado e reforçado no contexto da Independência do Brasil, a partir de 1822 (op. cit., p. 115);

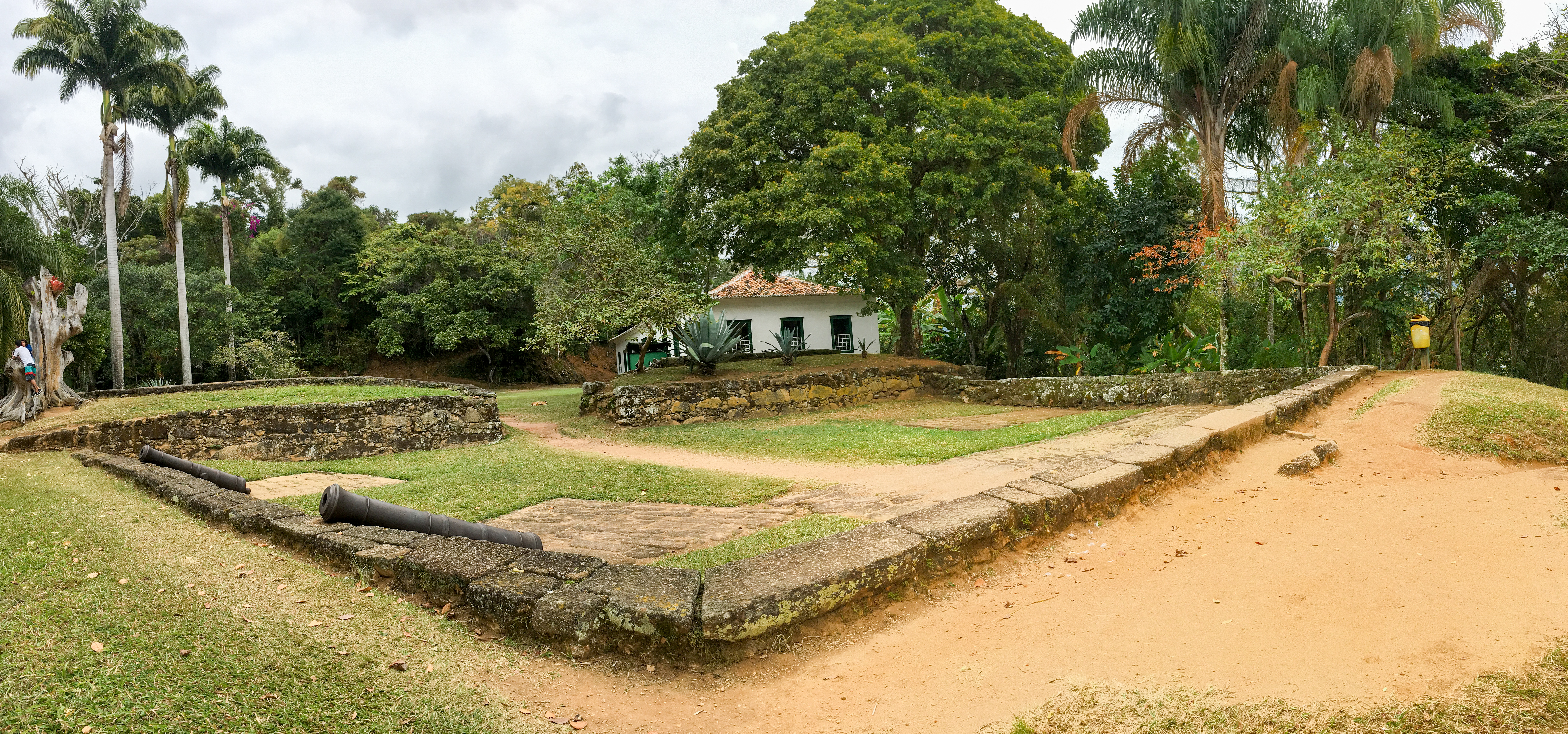
Forte Defensor Perpétuo

- Forte Defensor Perpétuo - conforme o pesquisador Adler Homero (2009), o monumento teria sido erguido em 1822. O seu nome é uma homenagem ao Imperador D. Pedro I (1822-1831). Por não possuir muralhas fechando o seu perímetro, técnicamente é considerado apenas uma bateria. Em seu terrapleno erguem-se duas edificações: a principal, com dependências para Casa de Comando, Quartel de Tropa, e duas Celas; e, destacada, a Casa da Pólvora, em estrutura à prova de bombas. Na segunda metade do século XX, foi tombado pelo Patrimônio Histórico e Artístico Nacional (1957), e restaurado na década de 1960 com os trabalhos a cargo do arquiteto Edgar Jacintho da Silva. Desapropriado por Utilidade Pública pelo Decreto Presidencial nº 68.481, de 6 de abril de 1971 assinado pelo então Presidente da República, General Emílio Garrastazu Médici (1969-1974), passou a pertencer à União. Novamente restaurado em 1985, conserva seis canhões ingleses nas suas muralhas à barbeta, sobre calçadas descobertas na ocasião. Administrado pela Prefeitura Municipal de Paraty, abriga o Centro de Artes e Tradições Populares de Paraty, com a exposição "O modo de fazer", apresentando aspectos da vida cotidiana da região. Atualmente é gerido pelo Instituto Brasileiro de Museus, autarquia vinculada ao Ministério da Cultura, apresenta exposições e desenvolve atividades educativas e culturais sobre as culturas populares em Paraty, história local e memórias. Seu acervo é composto por objetos

- Bateria do Quartel - erguida a partir de 1822 (op. cit., p. 115), destinava-se à defesa do Quartel da Patitiba (ou Petitiba), no centro da Vila (atual Largo de Santa Rita). Embora os vestígios dessa bateria não tenham chegado até ao século XX, o edíficio do Quartel foi utilizado entre o início desse século e o ano de 1980, como Cadeia Pública municipal. A partir de 1981 foi restaurado pelo Governo do Estado do Rio de Janeiro, em parceria com a FLUMITUR - Companhia de Turismo do Estado do Rio de Janeiro (atual TURISRIO), passando a abrigar a Secretaria Municipal de Cultura e Turismo até meados de 1997. O edifício, de linhas sóbrias com um pavimento, apresenta planta retangular, a sua fachada principal voltada para o Largo de Santa Rita, com porta central e janelas distribuídas simétricamente. Existem gradis de ferro em todos os vãos, exceto nos dois frontais. Na parede traseira, abrem-se dois óculos equidistantes e uma janela centralizada. Internamente, um corredor central divide as dependências onde se dispõe quatro celas, duas de cada lado. Desde 1998, o antigo Quartel e Cadeia abriga a Biblioteca Municipal Fábio Villaboim, com mais de 5.000 títulos. Três canhões ingleses que a artilhavam, descobertos durante os trabalhos de 1981, ornamentam atualmente a praça da Bandeira, ao lado do Mercado do Peixe.

- Forte da Estrada do Cunha - projetado à época da Independência (1822) para a subida da serra, na estada para a Vila do Cunha, foi artilhado com duas peças (op. cit., p. 115). A travessia do rio Paraíba do Sul era feita na altura da atual Guaratinguetá;

- Forte de Iticopé - existente na atual praia de Icupê, no interior oriental da enseada de Paraty, foi reparado e melhorado no contexto da Independência (1822), artilhado com duas peças (op. cit., p. 115);

- Forte da Ponta Grossa - existente na ponta Grossa de Paraty, foi reparado e melhorado no contexto da Independência (1822) (op. cit., p. 115). Certamente cruzava fogos com o Fortim da ilha dos Mantimentos, que lhe era fronteiro.

De acordo com o autor, todas essas fortificações foram desarmadas em 1828 e em 1831, e o mesmo acreditava que, à época (1885), todas estivessem desaparecidas (op. cit., p. 115). Na realidade, encontravam-se relacionadas sete estruturas: o Forte da Bexiga, o Fortim de Itacope, o Fortim da Ponta Grossa, o Fortim Defensor [Perpétuo], a Bateria da Vila, o Fortim da Ilha dos Mantimentos e o Fortim da Ilha dos Meros, entre as defesas do setor Sul ("Fortalezas de Paraty") no "Mapa das Fortificações e Fortins do Município Neutro e Província do Rio de Janeiro" de 1863, no Arquivo Nacional (CASADEI, 1994/1995:70-71). A lista de fortificações de Paraty, desse modo, integra ainda:
- Fortim da ilha dos Mantimentos - localizado na Ilha dos Mantimentos, defendendo a barra oriental mais externa da enseada de Paraty, fronteira à ponta Grossa, com quem deveria cruzar fogos;

- Fortim da Ilha dos Meros - localizado na Ilha dos Meros, a mais oriental no Oceano Atlântico no curso de quem navega de/para o sul, buscando Paraty/São Paulo.

GARRIDO (1940) acrescenta que, em 1838, as fortificações de Paraty estavam sob o comando único do Capitão José Gomes da Silva Lousada (op. cit., p. 130).